# Libro di Ester
Il Libro di Ester (ebraico אסתר; greco Ἐσθήρ; latino Esther) è un testo contenuto nella Bibbia ebraica (Tanakh) e cristiana.
È scritto originariamente in ebraico e, secondo l'ipotesi maggiormente condivisa dagli studiosi, la sua redazione definitiva, ad opera di autori ignoti, si colloca verso la fine del II secolo a.C. in Mesopotamia, probabilmente a Babilonia.
È composto da 10 capitoli, che raccontano la storia dell'ebrea Ester, ragazza orfana, cugina di Mardocheo (Est 2:15), che diventa moglie del re persiano Assuero (V secolo a.C.) e salva il popolo ebraico dai complotti del malvagio Aman.
Il testo greco di Ester nella traduzione detta dei Settanta è notevolmente più ampio ed è basato su un diverso testo ebraico in cui il traduttore avrebbe aggiunto solo i testi dei due editti reali. Il testo greco si differenzia da quello masoretico anche per il suo contenuto teologico. Mentre nel testo ebraico Dio non viene mai nominato, in quello greco il ribaltamento del destino di morte degli ebrei viene attribuito al suo intervento. Ebrei e protestanti considerano canonico solo il testo masoretico, mentre i cattolici ritengono ispirati sia il testo masoretico sia quello greco.

## Composizione del testo
Pur narrando eventi che sarebbero avvenuti alla prima metà del V secolo a.C., si ritiene che il Libro di Ester risalga piuttosto alla prima metà del II secolo a.C., ai tempi della rivolta dei Maccabei. È stato spesso paragonato alla prima parte del Libro di Daniele, e ai libri deuterocanonici di  Tobia e  Giuditta per gli argomenti trattati.
Ci è giunto in una versione ebraica ed in una greca - a sua volta in due recensioni -, che è più estesa di quella ebraica di due terzi.
La tradizione ebraica considera il libro di Ester una redazione compiuta dalla Grande Assemblea di un testo originale ad opera di Mardocheo.
È l'unico dei libri del Tanakh, di cui non sono stati trovati frammenti tra i Rotoli del Mar Morto.
Nella versione ebraica è uno dei due libri della Bibbia in cui non viene mai menzionato il nome di Dio (L'altro è il Cantico dei Cantici).

### La versione greca
Nella traduzione dei Settanta, sei brani aggiuntivi di notevole ampiezza sono inseriti in un testo molto prossimo alla versione ebraica. Tranne due di essi, che contengono editti reali, gli altri quattro sono traduzioni di un testo ebraico che non ci è pervenuto. I capitoli aggiuntivi includono parecchie preghiere a Dio, forse perché la suddetta mancanza di citazioni del nome di Dio nel testo originale era ritenuta inopportuna in un testo sacro. Inoltre, il testo greco contiene molte piccole varianti nel testo principale.
La traduzione dei Settanta è stata usata da Girolamo nella compilazione della Vulgata latina. Egli, però, ha posto le parti mancanti nel testo ebraico in appendice alla traduzione del testo masoretico. In molte bibbie cattoliche i testi sono stati reinseriti all'interno della traduzione del testo masoretico e ciò crea qualche incongruenza quando il testo masoretico è diverso da quello greco da cui provengono le cosiddette "aggiunte". Nella edizione CEI del 2008, invece, si è preferito stampare le traduzioni di entrambi i testi, quello greco e quello ebraico, nella loro completezza, uno di seguito all'altro.
Alcuni studiosi sostengono che le parti presenti nel testo greco e assenti in quello ebraico siano l'opera di un ebreo egiziano, attivo attorno al 170 a.C., che ha tentato di dare al libro un tono più religioso, e che ha promosso un'interpretazione dei fatti secondo cui a salvare i Giudei è stata la loro religiosità. Nel tempo in cui il Libro di Ester è stato scritto, il potere straniero che appariva prossimo a minacciare la Giudea erano i Macedoni di Alessandro Magno, che sconfissero l'impero persiano circa centocinquant'anni dopo il tempo in cui è ambientato il libro; e la traduzione greca dei Settanta dice chiaramente che Aman, che nel libro complotta per portare alla rovina i Giudei, era macedone mentre il testo in ebraico lo descrive come agaghita.
L'ultimo versetto del libro, cioè la chiusa della versione greca, dice tra l'altro che la traduzione greca di Ester fu portata in Egitto «Nell'anno quarto di Tolomeo e di Cleopatra». Ciò indicherebbe, secondo alcuni, che la versione greca risale almeno all'anno 114 a.C., essendo quello il quarto anno di regno di Tolomeo VIII e di sua moglie Cleopatra II.

### Canonicità e liturgia
La canonicità del libro di Ester e ancor più quella della versione greca è stata oggetto di controversie. Martin Lutero, forse il più vigoroso critico del Libro di Ester (anche nella versione ebraica) nell'epoca della Riforma, considerava anche la versione greca di dubbio valore. Il testo greco, quindi, è stato rigettato da anglicani e protestanti come possibile fonte di dottrina. Le critiche di Lutero al libro sono state utilizzate per corroborare le accuse di antisemitismo che gli sono state spesso rivolte.
Il Concilio di Trento, l'apice della Controriforma della Chiesa cattolica, ha dichiarato canonico l'intero libro, tanto nella versione greca quanto in quella ebraica, accogliendo il testo che corrisponde a quello ebraico, più, in aggiunta, le parti della recensione greca dei più antichi manoscritti, seguendo in ciò la Vulgata.
Il Libro di Ester è usato due volte nel lezionario cattolico attualmente in uso. In entrambi i casi, il testo non è tratto solamente dal testo originale ebraico, ma tra le letture sono comprese anche la preghiera di Mardocheo, proveniente dal testo greco.
Nella Bibbia cattolica, per distinguere la versione greca da quella ebraica, i versetti tratti dalla settanta sono tutti numerati da una lettera in apice in progressione:
- 17 versetti (dal 1a al 1r) prima del versetto 1,1[3]
- 7 versetti (dal 13a al 13g) dopo il versetto 3,13[4]
- 1 versetto (8a) dopo il versetto 4,8[5]
- 24 versetti (dal 17a al 17z) dopo il versetto 4,17[6]
- 6 versetti (dal 1a al 1f) dopo il versetto 5,1[7]
- 2 versetti (dal 2a al 2b) dopo il versetto 5,2[8]
- 21 versetti (dal 12a al 12v) dopo il versetto 8,12[9]
- 1 versetto (19a) dopo il versetto 9,19[10]
- 11 versetti (dal 3a al 3l) dopo il versetto 10,3[11]

Le chiese ortodosse orientali usano la versione dei Settanta del testo, come per tutto l'Antico testamento.

## Contenuto del libro
Il Libro di Ester si presenta come la leggenda eziologica della festa dei Purim.
L'opera si apre "nell'anno secondo del regno di Assuero, il Gran Re", identificato dai commentatori con Serse I, benché siano state proposte da alcuni anche altre ipotesi: accettando questa identificazione, sarebbe nel 485 a.C. Il prologo, conservato solo nel testo greco e quindi forse posteriore, introduce la figura di Mardocheo, giudeo della tribù di Beniamino che vive a Susa, capitale dell'impero persiano e residenza invernale dei Re dei Re a partire dal regno di Dario I. Egli sogna due draghi che con il loro sibilo inducono i popoli a combattere contro il "popolo dei giusti". Questo sogno premonitore lascia intendere come sui Giudei stia per abbattersi una grave sciagura.
Nel primo capitolo il re Assuero manda a chiamare la sua sposa, la regina Vasti, personaggio di cui non si hanno notizie al di fuori della Bibbia, ma questa è intenta a festeggiare nel gineceo e non obbedisce. Allora Assuero la ripudia e si cerca una nuova sposa. La scelta cade sulla giudea Adassa (in ebraico mirto), di cui Mardocheo è tutore, essendo figlia di un suo zio. Ma Assuero ignora che Adassa appartiene al popolo di Giuda e la conosce come Ester.
Per i Giudei si avvicina uno dei momenti peggiori della loro storia, giacché Aman, il perfido consigliere del re, di stirpe Agaghita, odia Mardocheo per il fatto che non vuole prostrarsi a lui né rendergli omaggio, e nel terzo capitolo del libro concepisce un piano mostruoso: adoperando il sigillo imperiale che il sovrano gli ha affidato, firma un editto che ordina lo sterminio totale di tutti i Giudei che si trovino all'interno del regno di Assuero.
Nel quarto capitolo, Mardocheo viene a sapere del complotto, si straccia le vesti e si lamenta con alte grida. Passato il momento della disperazione, tuttavia, chiede ad Ester, la giudea di più alto grado in tutto l'impero, di intercedere presso il sovrano affinché ritiri l'editto. Ma nessuno, pena la morte, può presentarsi al re senza prima essere convocato (l'usanza registrata in 4,11 non è un'invenzione biblica, anche se appare improbabile che venisse applicata anche alla sposa reale). Allora Ester, dopo aver chiesto a Mardocheo che tutti i Giudei digiunino per lei per tre giorni, si veste a lutto e prega il suo Dio di venirle in soccorso; la lunghissima preghiera è riportata nel testo greco, e insiste sul peccato commesso da Israele, che avrebbe scatenato la giusta punizione divina.
Alla fine, nel capitolo quinto, Ester si presenta ad Assuero in tutta la sua bellezza. Il re, abbagliato, la tocca con lo scettro d'oro e le salva la vita; ella così può presentare la sua richiesta, che consiste in un invito a cena nei suoi appartamenti con il ministro Aman. Aman nel frattempo, con l'appoggio di amici e della moglie Zeres fa già innalzare il patibolo su cui spera di far impiccare Mardocheo il giorno successivo.
Nel capitolo sesto, Aman è costretto ad onorare pubblicamente l'odiato Mardocheo, dopo aver creduto di essere colui cui era destinato il pubblico trionfo. Ma gli eventi precipitano quando Ester, nel corso del banchetto, accusa Aman di aver condannato a morte tutti i Giudei, e quindi anche lei. Il sovrano monta su tutte le furie ed ordina di appendere Aman a quello stesso patibolo che aveva fatto innalzare per Mardocheo. Così descrive la scena Dante Alighieri:
(Purgatorio XVII, 25-30)
Nel capitolo ottavo il tutore di Ester giunge al culmine degli onori, poiché viene fatto ministro al posto di Aman e gli viene consegnato il sigillo reale. Allora Mardocheo promulga un nuovo editto secondo cui ai Giudei è concesso difendersi contro coloro che li attaccheranno, e spinge i Giudei a celebrare con banchetti lo scampato pericolo. Anche in questo caso il testo dell'editto è conservato solo nella versione greca.
Nel capitolo nono avviene l'eccidio dei persecutori dei Giudei, perpetrato, con l'aiuto dei funzionari del re, in quello stesso giorno che era stato decretato per la loro rovina: il 13 di Adar. Da allora, secondo i dettami di Mardocheo, questo giorno viene ricordato dagli Ebrei come la festa di Purim, da una parola non ebraica ma accadica (parlata dagli antichi babilonesi): Pur, cioè "oggetto per tirare a sorte", perché Aman aveva scelto tramite il lancio di questi oggetti il giorno in cui si sarebbe dovuto portare a termine il suo piano.
Lo sterminio è presentato con numeri iperbolici; vengono uccisi anche i dieci figli di Aman. Il tutto si conclude con un grande banchetto. Secondo le istruzioni di Ester, la validità dell'editto è prolungata di un giorno per poter completare l'opera; ciò serve a giustificare perché nelle città la festa dei Purim era celebrata dal 13 al 15 di Adar, nelle campagne solo dal 13 al 14. Oggi la festa di Purim è celebrata con feste in maschera e corrisponde al carnevale. Il capitolo decimo contiene l'epilogo del racconto.
Nella liturgia ebraica, durante la festività di Purim viene letto l'intero libro di Ester.

## Storicità

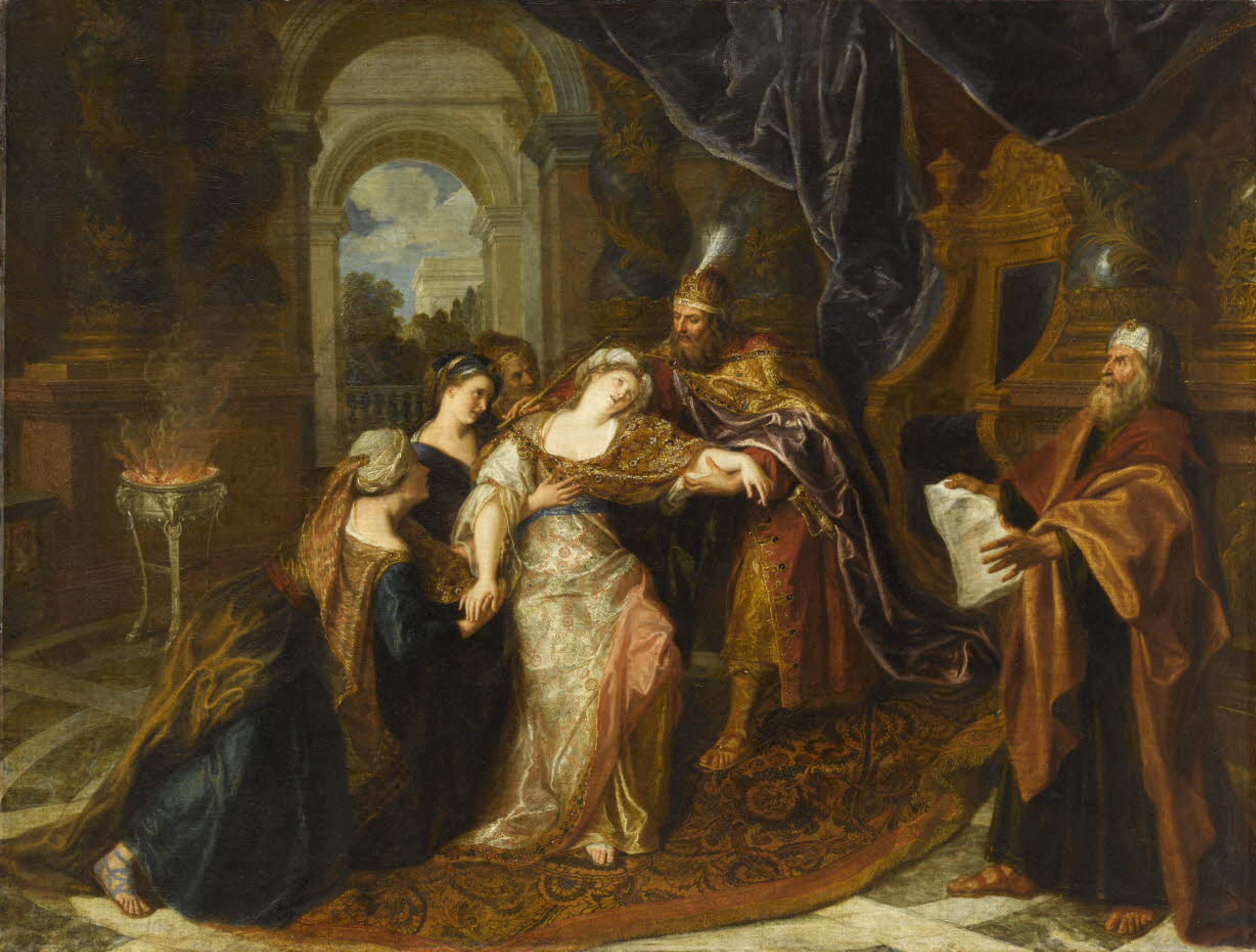
Antoine Coypel, Ester sviene al cospetto di Assuero, 1704 circa, Parigi, Musée du Louvre.

L'attendibilità storica del Libro di Ester è controversa. Negli ultimi centocinquant'anni, gli studiosi si dividono tra tradizionalisti, che leggono nel Libro di Ester il racconto di eventi storici, e i critici di questa posizione, che lo interpretano come un'opera di fantasia.
Fin dal XVIII secolo, la mancanza di corrispondenze tra i dettagli della vicenda narrata in questo libro e ciò che era noto tramite le fonti classiche della storia persiana, ha indotto alcuni studiosi a dubitare che questo libro fosse storicamente attendibile. È stato notato come la struttura della storia si avvicini a quella del romanzo piuttosto che a quella di un'opera storica, e che molti degli eventi narrati non sono plausibili. Questo libro appare più come un «racconto esemplare» perfettamente costruito, che un'effettiva narrazione di eventi storici. Basti ricordare l'incredibile equivoco in cui cade Aman, quando suggerisce al re di onorare chi è degno di lode con un pubblico trionfo, pensando che questi sia lui e non Mardocheo. Le varie interpretazioni che sono state date da questi studiosi sono trattate nella relativa sezione.
I tradizionalisti hanno ribattuto sostenendo che quella di Ester può benissimo derivare da una storia vera. Basando la derivazione di Assuero da Serse, e identificando quel personaggio del libro con Serse I (486 - 465 a.C.), sono stati evidenziati i paralleli tra la descrizione che di questo ci dà Erodoto e quella che emerge dal racconto del Libro di Ester. Talvolta invece Assuero è stato identificato da costoro con Artaserse II (405 - 359 a.C). I tradizionalisti hanno cercato di identificare anche altri personaggi della storia con personaggi noti con altri nomi grazie ad altre fonti.
Attualmente, comunque, la maggior parte degli studiosi non ritengono storico quanto contenuto nel Libro di Ester e gli esegeti del "Nuovo Grande Commentario Biblico" osservano che "quasi nessuno studioso oggi ammette il carattere storico dell'opera. È possibile che la storia rifletta il ricordo di un massacro di Ebrei, minacciato o attuato dall'impero persiano [...] tuttavia la storia, così come la leggiamo ora, è frutto di fantasia, composta per scopi più o meno religiosi, che ripropone ben noti temi della letteratura sapienziale veterotestamentaria", mentre gli studiosi dell'interconfessionale Bibbia TOB rilevano come "il racconto non ha carattere storico. Fatta eccezione per il re, gli altri personaggi restano sconosciuti. Sappiamo che la regina di quel regno era costantemente persiana, e che quella di quel tempo si chiamava Amestri. Mai ci fu un «movimento di rivalsa» come quello descritto da queste pagine"; anche gli esegeti della Bibbia Edizioni Paoline - concordemente a quelli dell'École biblique et archéologique française (i curatori della Bibbia di Gerusalemme) che rilevano la non storicità di tale libro e come questo tratti "con molta libertà i dati della storia e della geografia" - ritengono che "vi sono tali inverosimiglianze nel libro, che bisogna ammettere un apporto leggendario [...] il genere letterario della leggenda non rifugge da simili inverosimiglianze, e qui non si tratta di genere storico".

### Identificazione di Assuero e Vasti

#### Serse I
La parola ebraica "Assuero" è per lo più fatta derivare plausibilmente dal persiano Khshayarsha, all'origine del greco Xerxes. Pertanto la maggior parte di coloro che vedono un racconto storico nel Libro di Ester, riconoscono in Assuero il re persiano Serse I, figlio di Dario I, che regnò dal 486 al 465 a.C., anno in cui fu eliminato da una congiura. Gli storiografi lo ricordano soprattutto per le dure sconfitte che subì a Salamina e a battaglia di Platea dai Greci durante le guerre persiane. Lo storico greco Erodoto riporta che Serse cercò il proprio harem dopo essere stato sconfitto durante le Guerre persiane.
L'impero su cui egli regna si estende, secondo il Libro di Ester 1,18-19, dall'India all'Etiopia, ed è suddiviso in centoventisette province. Da notare che Erodoto enumera venti satrapie, ma è possibile che le province fossero suddivisioni territoriali più limitate rispetto alle satrapie. In Ester 8,13 si accenna all'efficiente sistema posseduto dai Persiani per trasmettere dispacci, cioè un sistema viario efficientissimo, percorso da corrieri a cavallo dalla velocità proverbiale. Nel versetto 10,1 si dice che Assuero «impose un tributo al continente e alle isole del mare», o secondo altre traduzioni, «i lavori forzati»; questo potrebbe riferirsi al fatto che Serse completò molti dei lavori di costruzioni iniziati dal padre nella città di Persepoli.
Erodoto non fa cenno in particolare ad alcuna concubina di Serse con l'eccezione dell'autoritaria regina Amestri, figlia di uno dei suoi generali, Otane (Ctesia comunque fa riferimento ad un suocero e generale di Serse di nome Onafa). Amestri è stata spesso identificata con Vasti da coloro che difendono la lettura storica. Comunque l'identificazione è problematica - Amestri è rimasta sempre una figura di potere anche durante il regno di suo figlio, Artaserse I, mentre di Vasti viene narrato l'allontanamento dalla corte nella prima parte del regno di Assuero. Inoltre, sono stati condotti tentativi alternativi di identificarla con Ester, benché il padre di Ester sia un ebreo di nome Abicàil e lei viene ritratta solo come una delle numerose concubine dell'harem di Assuero.

#### Artaserse
La versione del Libro di Ester riportata nella versione dei Settanta comunque traduce il nome di Assuero come Artaserse - un nome greco derivato dal Persiano Artakhshatra. Anche Giuseppe Flavio riporta che questo era il nome con cui egli era noto ai Greci, e un testo midrashico, Esther Rabba, identifica allo stesso modo Assuero. Ciò non significa che i nomi siano equivalenti: l'ebraico ha una forma per Artaserse diversa da Assuero, e tanto Giuseppe quanto la Settanta usano la resa greca Assuero al di fuori del Libro di Ester.
Nel 1923, Jacob Hoschander scrisse The Book of Esther in the Light of History (Il libro di Ester alla luce della storia), in cui ipotizzò che gli eventi narrati nel libro fossero avvenuti durante il regno di Artaserse II Mnemone (re dal 465 al 424 a.C.), nel contesto di uno scontro tra i credenti in uno zoroastrismo ancora più o meno monoteista e coloro che volevano tornare al culto Caldeo di Mithra e Anahita.
L'identificazione con Artaserse II ha avuto più fortuna di quella con Artaserse I. Comunque Artaserse II aveva una concubina babilonese, Cosmartidene, che fu la madre di suo figlio Dario II (re dal 424 al 405 a.C.). Secondo una tradizione ebraica Ester era la madre di un re Dario e alcuni hanno proposto di identificare Assuero con Artaserse I ed Ester con Cosmartidene.

#### Ciassare
Basandosi sul presupposto che l'Assuero del Libro di Tobia sia lo stesso del Libro di Ester, alcuni lo hanno identificato con l'alleato di Nabucodonosor Ciassare (che regnò dal 625 al 585 a.C.). In certi manoscritti del Libro di Tobia il primo è chiamato Achiachar, che come il greco Ciassare si ritiene derivi dal persiano Akhuwakhshatra. A seconda dell'interpretazione che si dà dei passo del Libro di Ester 2,5-6, Mardocheo o il suo bisnonno Kish era stato deportato da Gerusalemme con Ieconia da Nabucodonosor, nel 597 a.C.. La prima interpretazione sarebbe coerente con l'identificazione di Assuero con Ciassare. Sono state proposte anche identificazioni con altri monarchi persiani.

### Storicità di Mardocheo
Il nome Marduka o Marduku (considerato equivalente a Mardocheo) è stato trovato come nome di ufficiali nella corte persiana in trenta testi del periodo di Serse e di suo padre Dario, e potrebbe riferirsi anche a quattro individui che possono essere identificati con il Mardocheo biblico.
Questa datazione è coerente con il testo masoretico che afferma che il bisnonno di Mardocheo, Kis, era stato un ebreo deportato a Babilonia da Nabucodonosor (nel 597 a.C.).
Il testo masoretico, tuttavia, può anche essere tradotto che l'ebreo deportato non era Kis, ma Mardocheo stesso e il testo greco non fornisce alcun chiarimento perché afferma che Mardocheo «proveniva dal gruppo degli esuli che Nabucodonosor re di Babilonia aveva deportato da Gerusalemme con Ieconia re della Giudea», senza stabilire se Mardocheo appartenga o discenda dal gruppo di esuli. Se l'ebreo deportato fosse Mardocheo, la vicenda non potrebbe essere ambientata alla corte di Serse e ancor meno a quella di Artaserse e il testo biblico conterrebbe un anacronismo.

### Storicità di Aman
Jacob Hoschander (The Book of Esther in the Light of History, Oxford University Press, 1923) ha sostenuto che la storicità di Aman e di suo padre Ammedata si può provare dai nomi Omano e Anadato, menzionati da Strabone come divinità onorate tanto quanto Anahita nella città di Zela. Hoschander sostiene che non erano divinità come credeva Strabone, ma versioni distorte di Aman e Ammedata, che erano oggetto di culto come martiri. Questi nomi effettivamente non sono attestati tra i nomi di divinità persiane nei testi.
Una spiegazione alternativa  cerca di collegare Omano con il termine Zoroastriano Vohu Manah, "retto pensiero", che comunque nei primi anni della riforma religiosa di Zarathustra non era il nome di una divinità ma di un attributo divino

### Persia e Macedonia
Nella versione greca dei LXX il testo presenta una curiosa variante, con interessanti implicazioni storiche. Infatti il Libro di Ester della LXX presenta nel versetto 9,24 Aman non più come agaghita, e quindi come amalecita (Agag era il re degli Amaleciti, la prima tribù ad attaccare il nascente popolo di Israele, catturato da Saul, beniaminita come Mardocheo, e ucciso da Samuele), bensì come macedone. Il malvagio progetto di Aman è ricondotto insomma non a un odio personale o tribale (Amalek contro Israele), bensì addirittura politico.
I rapporti tra Persia ed Ellade furono sempre molto difficili, fino alla conquista dell'impero persiano operata da Alessandro Magno: Aman allora avrebbe agito non solo per odio verso Mardocheo, ma anche perché nemico del re.
Questo argomento si basa, comunque, sulla versione greca del libro di Ester e non è applicabile al testo masoretico, in cui Aman è sempre considerato un agaghita (Ester 3,1; 3,10).

## Interpretazioni

### Interpretazione narrativa
Molti studiosi moderni considerano il Libro di Ester un'opera di fantasia; la Bibbia dell'editrice cattolica San Paolo lo presenta come "un racconto a sfondo storico di carattere edificante. Il libro presenta una teologia della storia che unisce la presenza nascosta di Jhwh nel mondo con la responsabilità umana per l'esito positivo degli eventi.".
Secondo Adele Berlin, autrice del Jewish Publication Society Commentary on Esther, la versione ebraica del Libro di Ester apparterrebbe al genere letterario della farsa. Il libro sarebbe “un tipo di commedia composta per provocare nel pubblico una semplice, spassionata risata... Per farlo utilizza tipi di personaggi fortemente esagerati o caricaturali, li mette in situazioni impossibili e ridicole e fa ampiamente uso di umorismo verbale e scherzi fisici”. L'aspetto farsesco è amplificato nei midrashim rabbinici, mentre la versione Greca lo attenua notevolmente.
Secondo rabbi Jose, un tanna del II secolo, Aman era un astrologo, come astrologi sarebbero stati i consiglieri del re "conoscitori dei tempi" (Ester 1,13). Anche la data prevista per l'eccidio potrebbe essere stata stabilita con procedimento astrologico o almeno magico (Ester 9,24). Il ritorcersi delle trame di Aman contro lui stesso avrebbe quindi una componente di polemica satirica contro la superstizione.
Alcuni  hanno letto la storia come una parabola che narra di Giudei fondamentalmente assimilati che scoprono di essere oggetto di antisemitismo, ma anche di essere nella posizione di salvare se stessi e i loro compagni Giudei.
Gli studiosi che attribuiscono all'opera un carattere narrativo riconoscono che il nome di Assuero è basato su quello di Serse, ma ritengono che non vengano narrate le imprese del vero re persiano: il Libro di Ester sarebbe un racconto di intrighi di palazzo, di un tentato genocidio e di una coraggiosa regina giudaica.

### Interpretazione allegorica
Alcuni interpreti cristiani hanno cercato di vedere questa vicenda come un'allegoria cristiana, rappresentando il rapporto tra la chiesa come 'sposa' e Dio. Questa lettura è in relazione con la lettura allegorica che viene data del Cantico dei Cantici, e al tema della 'Sposa di Dio', che nella tradizione ebraica si manifesta come la Shekinah.
Restando all'interno della tradizione ebraica, nella quale il rotolo fu concepito e redatto, il libro di Esther rappresenta uno dei più importanti riferimenti kabbalistici: in ebraico Meghillat Esther significa infatti "Rotolo di Esther", ma anche "Rivelazione di quanto è nascosto". Secondo questa tradizione, nel rotolo di Esther sarebbero consegnati i misteri della Direzione Divina della Storia (Provvidenza nascosta) ed è questo il motivo per il quale il nome di Dio non è mai citato in questo libro (sebbene la traduzione greca abbia voluto correggere quella che considerava come una svista, inserendone il nome e così avrebbe cambiato significato al testo). Secondo Maimonide, alla fine dei tempi, solo il rotolo di Esther testimonierà della veridicità della Presenza Divina nella Storia (Shekinah esiliata insieme alla Saggezza di Israele e al popolo ebraico) e l'umanità s'impegnerà allora a capire che per conoscere "Dio" e il modo in cui egli si manifesta, bisogna prima comprendere il significato del tetragramma ineffabile.

### Interpretazione morale
Il libro esalta la tesi, assai cara alla Bibbia, del ribaltamento del destino deciso da uomini empi: l'ingiusto, che sembra destinato al successo, viene invece rovesciato e subisce la stessa punizione che aveva preparato per il giusto; quest'ultimo invece viene glorificato. Si noti che anche nell'Esodo era accaduta la stessa cosa: gli egiziani mettono a morte i primogeniti degli Ebrei, e JHWH mette a morte i primogeniti degli egiziani. Tutto ciò rivela l'azione decisiva del Signore nella storia umana e si trasforma in un appello alla speranza, proprio quando la morte appare l'unico destino possibile, così come accadeva durante la persecuzione di Antioco IV Epifane, l'epoca durante la quale forse il testo è stato composto.

### Ipotesi di derivazione dalla mitologia babilonese
La scuola di pensiero della Storia delle religioni, che ha riscosso una certa fortuna tra la fine del XIX e l'inizio del XX secolo, ha contestato la storicità delle narrazioni bibliche comparandole con miti pagani.
Dalla fine del XIX secolo in poi, parecchi studiosi hanno vagliato la tesi secondo cui il Libro di Ester fosse in realtà un mito da mettere in relazione con la festa primaverile dei Purim, che poteva aver avuto origine da diverse tradizioni, cananee, accadiche e semite occidentali. Il fatto che gli eventi del Libro di Ester diano origine alla festa primaverile dei Purim è stata la ragione per cui alcuni studiosi hanno sostenuto che questa storia derivi da un mito che volto alla spiegazione del rinnovamento dei cicli della natura in primavera e della cacciata del capro espiatorio all'inizio del nuovo anno; secondo questa interpretazione la storia racconta del trionfo delle divinità babilonesi Marduk e Ishtar sulle divinità dell'Elam. Poiché tra la fine del XIX e l'inizio del XX secolo essi non avevano accesso ai testi Ugaritici, hanno cercato una possibile origine di questo mito nella tradizione Accadica piuttosto che tra le culture semitiche occidentali.
Benché al giorno d'oggi questa teoria non goda di grande favore tra gli studiosi di storia delle religioni, è molto nota; viene approfondita nel lavoro di Theodore Gaster.
In seguito queste argomentazioni sono state contestate:
- Ishtar era ben nota agli Ebrei che ufficialmente si opponevano al suo culto. Il suo nome nelle scritture ebraiche è Ashtoreth, che foneticamente non ha rapporti con Ester a dispetto della somiglianza superficiale (dalla radice consonantica אשתר e non עסתר). Benché la vocalizzazione del nome ebraico sia ritenuta un errore di pronuncia intenzionale per richiamare le vocali della parola bosheth, che significa "cosa ignobile", le consonanti riflettono con cura il nome originale della dea. Ester è più frequentemente ricondotto alla parola persiana che significa "stella" o a quella Media che significa "mirto".
- Il termine accadico hadashatu non era un attributo tipico di Ishtar; si presenta in tal modo solo in un'occasione, in una descrizione di Ishtar come "nuova sposa", e il suo significato è "nuova" e non "sposa". È una parola affine all'ebraico hadash (con una acca gutturale), e non è correlato dal punto di vista della fonetica con Adassa (la cui radice consonantica è חדש e non הדס). Inoltre l'usanza di preparare gli hamantaschen è nata tra gli Ebrei dell'Europa orientale in tempi relativamente recenti.
- Il nome Mardocheo è al contrario molto spesso associato a quello di Marduk, ma viene inteso come "(servo) di Marduk". È considerato l'equivalente di Marduka o Marduku, ben attestato nei testi di Persepoli; era un nome piuttosto diffuso in quel periodo. La tradizione ebraica riporta che originariamente Mardocheo si chiamava Bilshan; testimonianze simili per cui ai Giudei durante l'esilio venivano assegnati nomi che si riferivano a divinità babilonesi sono riportate anche nel Libro di Daniele. Gli dei babilonesi sono effettivamente organizzati in famiglie che portano molti a considerare Marduk e Ishtar in un certo qual modo cugini ma la questione non viene mai esplicitamente stabilita nei testi babilonesi.
- Una divinità elamita di nome Mashti è puramente ipotetica e non testimoniata dalle fonti, mentre "Vasti" può essere considerato un autentico nome persiano che significa "bellissima".
- Elementi teoforici elamiti come Khuban, Khumban o Khumma sono conosciuti ma sono pronunciati con una consonante iniziale gutturale e non come Uman o Human, e non sono foneticamente imparentati con il nome persiano Aman che significa "magnifico". Il demone babilonese si chiama Ḫumbaba o Huwawa, e anche in questo caso il nome va pronunciato con la consonante iniziale gutturale kh e non è foneticamente imparentato con Aman.

## Genere letterario
Secondo Adele Berlin, il libro di Ester è una commedia o meglio una farsa ed è "il più spiritoso dei libri della Bibbia, sempre divertente e a tratti straordinariamente buffo". Questo carattere si è ulteriormente ampliato nei midrash rabbinici, che aggiungono spesso dettagli carnevaleschi, carichi di greve umorismo. La versione greca diluisce questi aspetti, perché preoccupata di rispettare le norme giudaiche. Ecco perciò che Ester viene meglio caratterizzata come una pia ebrea, pronta alla preghiera e al rispetto delle norme alimentari kosher. Disprezza Assuero perché non è circonciso.

## Reinterpretazioni della storia
La versione cinematografica classica della storia il film Ester e il re, del 1960, diretto da Raoul Walsh e interpretato da Joan Collins e Richard Egan.
Esistono parecchi dipinti che ritraggono Ester, tra i quali uno di John Everett Millais.
VeggieTales ha anche prodotto una versione animata dal titolo Esther: The Girl Who Became Queen.
Nicky the Pear ha anche prodotto una versione animata da titolo Esther, the Graveyard Shift.
Il libro di Esther (The Book of Esther) è un film drammatico biblico americano del 2013 diretto da David A.R. White e interpretato da Jen Lilley nei panni di Esther.

### Riferimenti
1. ↑  Emanuel Tov, Three Strange Books of the LXX: 1 Kings, Esther, and Daniel Compared with Similar Rewritten Compositions from Qumran and Elsewhere Archiviato il 22 gennaio 2016 in Internet Archive., p.382.
2. ↑  La Bibbia. Via, verità e vita, San Paolo 2009, p. 887.
3. ↑   Est 1,1, su La Parola - La Sacra Bibbia in italiano in Internet.
4. ↑   Est 3,13, su La Parola - La Sacra Bibbia in italiano in Internet.
5. ↑   Est 4,8, su La Parola - La Sacra Bibbia in italiano in Internet.
6. ↑   Est 4,17, su La Parola - La Sacra Bibbia in italiano in Internet.
7. ↑   Est 5,1, su La Parola - La Sacra Bibbia in italiano in Internet.
8. ↑   Est 5,2, su La Parola - La Sacra Bibbia in italiano in Internet.
9. ↑   Est 8,12, su La Parola - La Sacra Bibbia in italiano in Internet.
10. ↑   Est 9,19, su La Parola - La Sacra Bibbia in italiano in Internet.
11. ↑   Est 10,3, su La Parola - La Sacra Bibbia in italiano in Internet.
12. ↑   Est 4,11, su La Parola - La Sacra Bibbia in italiano in Internet.
13. ↑  Bibbia TOB, Elle Di Ci Leumann, 1997, pp. 1588-1589, ISBN 88-01-10612-2.
14. ↑   Est 1,18-19, su La Parola - La Sacra Bibbia in italiano in Internet.
15. ↑   Est 8,13, su La Parola - La Sacra Bibbia in italiano in Internet.
16. ↑   Est 10,1, su La Parola - La Sacra Bibbia in italiano in Internet.
17. ↑   Est 2,5-6, su La Parola - La Sacra Bibbia in italiano in Internet.
18. ↑   Est 2,5-6, su laparola.net.
19. ↑   Est 9,24, su La Parola - La Sacra Bibbia in italiano in Internet.
20. ↑   Est 3,1, su La Parola - La Sacra Bibbia in italiano in Internet.
21. ↑   Est 3,10, su La Parola - La Sacra Bibbia in italiano in Internet.
22. ↑  La Bibbia, via, verità e vita, edizioni San Paolo 2009, p.886.
23. ↑  cfr: http://bltnotjustasandwich.com/2011/12/11/on-the-literary-merits-of-hebrew-esther/ BLT 11 dicembre 2011
24. ↑  Meir Bar-Ilan, Biblical numerology, Rehovot 2005, ISBN 965-90620-1-X.
25. ↑  On the literary merits of Hebrew Esther